# Spektrální čára
Spektrální čára (také diskrétní čára) je tmavá nebo světlá čára v jinak spojitém spektru. Soubor spektrálních čar vytváří čárové spektrum. Část tohoto spektra viditelná lidským okem je označována jako barevné spektrum. Spektrální čáry jsou charakterizovány vlnovou délkou, intenzitou a šířkou čáry.
Spektrální čáry vznikají emisí nebo absorpcí záření. Emise je výsledkem nadbytku a absorpce nedostatku fotonů v úzkém frekvenčním pásmu v porovnání s okolními frekvencemi pozorovaného paprsku.
Příčinou vzniku spektrálních čar jsou elektronové přechody v atomech nebo molekulách excitovaných světlem. Jsou charakteristické pro atomy a molekuly a používají se k jejich identifikaci. Pro svoji nezaměnitelnost se také nazývají otisky prstů. Například při spektroskopické analýze látek se neznámé otisky prstů porovnávají s otisky známých atomů a molekul.

## Historie

Fraunhoferovy čáry, hlavní čáry jsou označeny písmeny A, B, C, D, E, F, G, H, K.

- Absorpční čáry byly ve spektru Slunce poprvé pozorovány v roce 1802 Williamem Hyde Wollastonem a v roce 1814 nezávisle na něm popsány Josephem von Fraunhoferem. Tyto tmavé čáry ve viditelné části elektromagnetického spektra a jejím blízkém okolí se po něm nazývají Fraunhoferovy čáry.

Bohrův model atomu

- Bohrův model atomuPozději bylo zjištěno, že pokles intenzity odpovídající Fraunhoferově čáře je způsoben absorpcí slunečního záření jednotlivými atomy prvků. Čáry A a B jsou způsobeny molekulami kyslíku v naší atmosféře, čára C je způsobena vodíkem, čáry D jsou způsobeny sodíkem, čáry H a K jsou způsobeny vápníkem.
- Objev spektrálních čar přispěl k rozvoji kvantové mechaniky, neboť jejich existence se nedala vysvětlit klasickou elektrodynamikou. Ta tvrdila, že elektron vázaný v atomu může emitovat elektromagnetické vlny libovolných frekvencí. Spektrální čáry se podařilo vysvětlit až kvantovými čísly a vedlo k prvnímu kvantově mechanickému modelu atomu popsanému Niels Bohrem. V současnosti dokáže kvantová mechanika předpovědět spektrální čáry atomů s velmi vysokou přesností.
- S dalším výzkumem vznikla spektroskopie, spektrální analýza, atomové spektroskopii (jako je spektroskopie nukleární magnetické rezonance) nebo barvení plamenem.
- Analýza spektrálních čar je nepostradatelná v astronomii k identifikaci molekulární struktury hvězd, planet a mezihvězdné hmoty, což by jinak nebylo možné.

## Vznik spektrálních čar

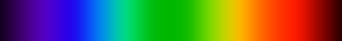
Spojité světelné spektrum tvořené fotony o různých vlnových délkách a energiích

- Spektrální čára vzniká interakcí fotonu s valenčním elektronem atomu (molekuly).
- K interakci mezi fotonem a atomem dojde pouze tehdy, pokud se energie fotonu rovná rozdílu mezi energiemi základního a excitovaného stavu atomu.
- Přechod mezi těmito hladinami může nastat absorbováním fotonu a následně zpětnou emitací fotonu se stejnou energií.
- Jednotlivé spektrální čáry pak mají vlnovou délku a energii odpovídají energetickému rozdílu mezi dvěma různými stavy daného atomu a jsou unikátní pro jednotlivé chemické prvky.
- Emisní a absorpční čáry téhož prvku mají stejnou energii a vlnovou délku.

### Emisní čára

Příklad emisních spektrálních čar

- Emisní čára se ve spektru jeví jako jasná čára na černém podkladě.
- Emisní spektrální čára vzniká tak, že určitá látka fotony příslušné frekvence emituje (vysílá).
- K emisi dochází při přechodu z vyšší na nižší energetickou hladinu, například když elektron přechází z excitovaného stavu do základního stavu.
- Emise může být spontánní nebo stimulovaná zářením příslušné frekvence.

### Absorpční čára

Příklad absorpčních spektrálních čar

- Absorpční čára se ve spektru nejčastěji jeví jako černá čára na barevném podkladě.
- Absorpční spektrální čára vzniká tak, že určitá látka fotony příslušné frekvence absorbuje (pohlcuje).
- K absorpci dochází při přechodu z nižší na vyšší energetickou hladinu, například když elektron přechází ze základního do excitovaného stavu.
- K absorpci může dojít, pokud je látka ozářena zářením obsahujícím fotony příslušné frekvence.

## Spektrální čáry prvků
V následující tabulce jsou pro každý prvek uvedeny spektrální čáry, které se objevují ve viditelném spektru při vlnové délce přibližně 400–700 nm. Vlnové délky či frekvence spektrálních čar jsou charakteristické pro konkrétní prvky. Toho se využívá při spektroskopických metodách, které jsou velmi citlivé i na nepatrná množství prvků.
| Prvek        | Atomové číslo | Symbol | Spektrální čáry |
| ------------ | ------------- | ------ | --------------- |
| vodík        | 1             | H      | Spectra of H    |
| helium       | 2             | He     | Spectra of He   |
| lithium      | 3             | Li     | Spectra of Li   |
| beryllium    | 4             | Be     | Spectra of Be   |
| bor          | 5             | B      | Spectra of B    |
| uhlík        | 6             | C      | Spectra of C    |
| dusík        | 7             | N      | Spectra of N    |
| kyslík       | 8             | O      | Spectra of O    |
| fluor        | 9             | F      | Spectra of F    |
| neon         | 10            | Ne     | Spectra of Ne   |
| sodík        | 11            | Na     | Spectra of Na   |
| hořčík       | 12            | Mg     | Spectra of Mg   |
| hliník       | 13            | Al     | Spectra of Al   |
| křemík       | 14            | Si     | Spectra of Si   |
| fosfor       | 15            | P      | Spectra of P    |
| síra         | 16            | S      | Spectra of S    |
| chlor        | 17            | Cl     | Spectra of Cl   |
| argon        | 18            | Ar     | Spectra of Ar   |
| draslík      | 19            | K      | Spectra of K    |
| vápník       | 20            | Ca     | Spectra of Ca   |
| skandium     | 21            | Sc     | Spectra of Sc   |
| titan        | 22            | Ti     | Spectra of Ti   |
| vanad        | 23            | V      | Spectra of V    |
| chrom        | 24            | Cr     | Spectra of Cr   |
| mangan       | 25            | Mn     | Spectra of Mn   |
| železo       | 26            | Fe     | Spectra of Fe   |
| kobalt       | 27            | Co     | Spectra of Co   |
| nikl         | 28            | Ni     | Spectra of Ni   |
| měď          | 29            | Cu     | Spectra of Cu   |
| zinek        | 30            | Zn     | Spectra of Zn   |
| gallium      | 31            | Ga     | Spectra of Ga   |
| germanium    | 32            | Ge     | Spectra of Ge   |
| arsen        | 33            | As     | Spectra of As   |
| selen        | 34            | Se     | Spectra of Se   |
| brom         | 35            | Br     | Spectra of Br   |
| krypton      | 36            | Kr     | Spectra of Kr   |
| rubidium     | 37            | Rb     | Spectra of Rb   |
| stroncium    | 38            | Sr     | Spectra of Sr   |
| ytrium       | 39            | Y      | Spectra of Y    |
| zirkonium    | 40            | Zr     | Spectra of Zr   |
| niob         | 41            | Nb     | Spectra of Nb   |
| molybden     | 42            | Mo     | Spectra of Mo   |
| technecium   | 43            | Tc     | Spectra of Tc   |
| rubidium     | 44            | Ru     | Spectra of Ru   |
| rhodium      | 45            | Rh     | Spectra of Rh   |
| palladium    | 46            | Pd     | Spectra of Pd   |
| stříbro      | 47            | Ag     | Spectra of Ag   |
| kadmium      | 48            | Cd     | Spectra of Cd   |
| indium       | 49            | In     | Spectra of In   |
| cín          | 50            | Sn     | Spectra of Sn   |
| antimon      | 51            | Sb     | Spectra of Sb   |
| tellur       | 52            | Te     | Spectra of Te   |
| jod          | 53            | I      | Spectra of I    |
| xenon        | 54            | Xe     | Spectra of Xe   |
| cesium       | 55            | Cs     | Spectra of Cs   |
| baryum       | 56            | Ba     | Spectra of Ba   |
| lanthan      | 57            | La     | Spectra of La   |
| cer          | 58            | Ce     | Spectra of Ce   |
| praseodym    | 59            | Pr     | Spectra of Pr   |
| neodym       | 60            | Nd     | Spectra of Nd   |
| promethium   | 61            | Pm     | Spectra of Pm   |
| samarium     | 62            | Sm     | Spectra of Sm   |
| europium     | 63            | Eu     | Spectra of Eu   |
| gadolinium   | 64            | Gd     | Spectra of Gd   |
| terbium      | 65            | Tb     | Spectra of Tb   |
| dysprosium   | 66            | Dy     | Spectra of Dy   |
| holmium      | 67            | Ho     | Spectra of Ho   |
| erbium       | 68            | Er     | Spectra of Er   |
| thulium      | 69            | Tm     | Spectra of Tm   |
| ytterbium    | 70            | Yb     | Spectra of Yb   |
| lutecium     | 71            | Lu     | Spectra of Lu   |
| hafnium      | 72            | Hf     | Spectra of Hf   |
| tantal       | 73            | Ta     | Spectra of Ta   |
| wolfram      | 74            | W      | Spectra of W    |
| rhenium      | 75            | Re     | Spectra of Re   |
| osmium       | 76            | Os     | Spectra of Os   |
| iridium      | 77            | Ir     | Spectra of Ir   |
| platina      | 78            | Pt     | Spectra of Pt   |
| zlato        | 79            | Au     | Spectra of Au   |
| rtuť         | 80            | Hg     | Spectra of Hg   |
| thallium     | 81            | Tl     | Spectra of Tl   |
| olovo        | 82            | Pb     | Spectra of Pb   |
| bismut       | 83            | Bi     | Spectra of Bi   |
| polonium     | 84            | Po     | Spectra of Po   |
| astat        | 85            | At     |                 |
| radon        | 86            | Rn     | Spectra of Rn   |
| francium     | 87            | Fr     |                 |
| radium       | 88            | Ra     | Spectra of Ra   |
| aktinium     | 89            | Ac     | Spectra of Ac   |
| thorium      | 90            | Th     | Spectra of Th   |
| protaktinium | 91            | Pa     | Spectra of Pa   |
| uran         | 92            | U      | Spectra of U    |
| neptunium    | 93            | Np     | Spectra of Np   |
| plutonium    | 94            | Pu     | Spectra of Pu   |
| americium    | 95            | Am     | Spectra of Am   |
| curium       | 96            | Cm     | Spectra of Cm   |
| berkelium    | 97            | Bk     | Spectra of Bk   |
| kalifornium  | 98            | Cf     | Spectra of Cf   |
| einsteinium  | 99            | Es     | Spectra of Es   |